# Vignanello
Vignanello est une commune italienne d'environ 4 500 habitants, située dans la province de Viterbe, dans la région Latium, en Italie centrale.

## Administration
| Période                                  | Période  | Identité            | Étiquette            | Qualité |
| ---------------------------------------- | -------- | ------------------- | -------------------- | ------- |
| 25 mai 2003                              | En cours | Federico Grattarola | Uniti per Vignanello |         |
| Les données manquantes sont à compléter. |          |                     |                      |         |

### Communes limitrophes
Corchiano, Fabrica di Roma, Gallese, Soriano nel Cimino, Vallerano, Vasanello

### Personnalités nées à Vignanello
- Francesco Bracci
- Francesco Maria Marescotti Ruspoli
- Galeazzo Marescotti
- Jacinthe Mariscotti